# Weinsberger Bluttat

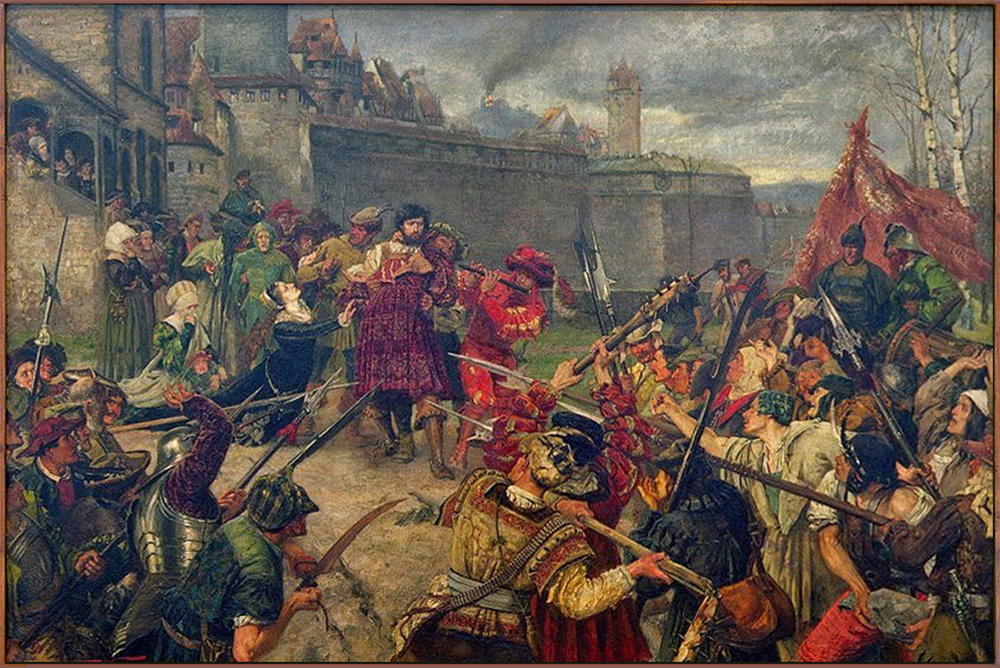
Weinsberger Bluttat, Historiengemälde von Fritz Neuhaus, 1879

Die Weinsberger Bluttat, auch bekannt als Weinsberger Blut-Ostern, war die Tötung des Grafen Ludwig von Helfenstein und seiner Begleiter vor den Toren der Stadt Weinsberg durch aufständische Bauern im Deutschen Bauernkrieg am 17. April 1525, einem Ostermontag. Martin Luther nahm die Bluttat zum Anlass für seine Schrift Wider die mörderischen Rotten der Bauern.

## Ablauf der Tat

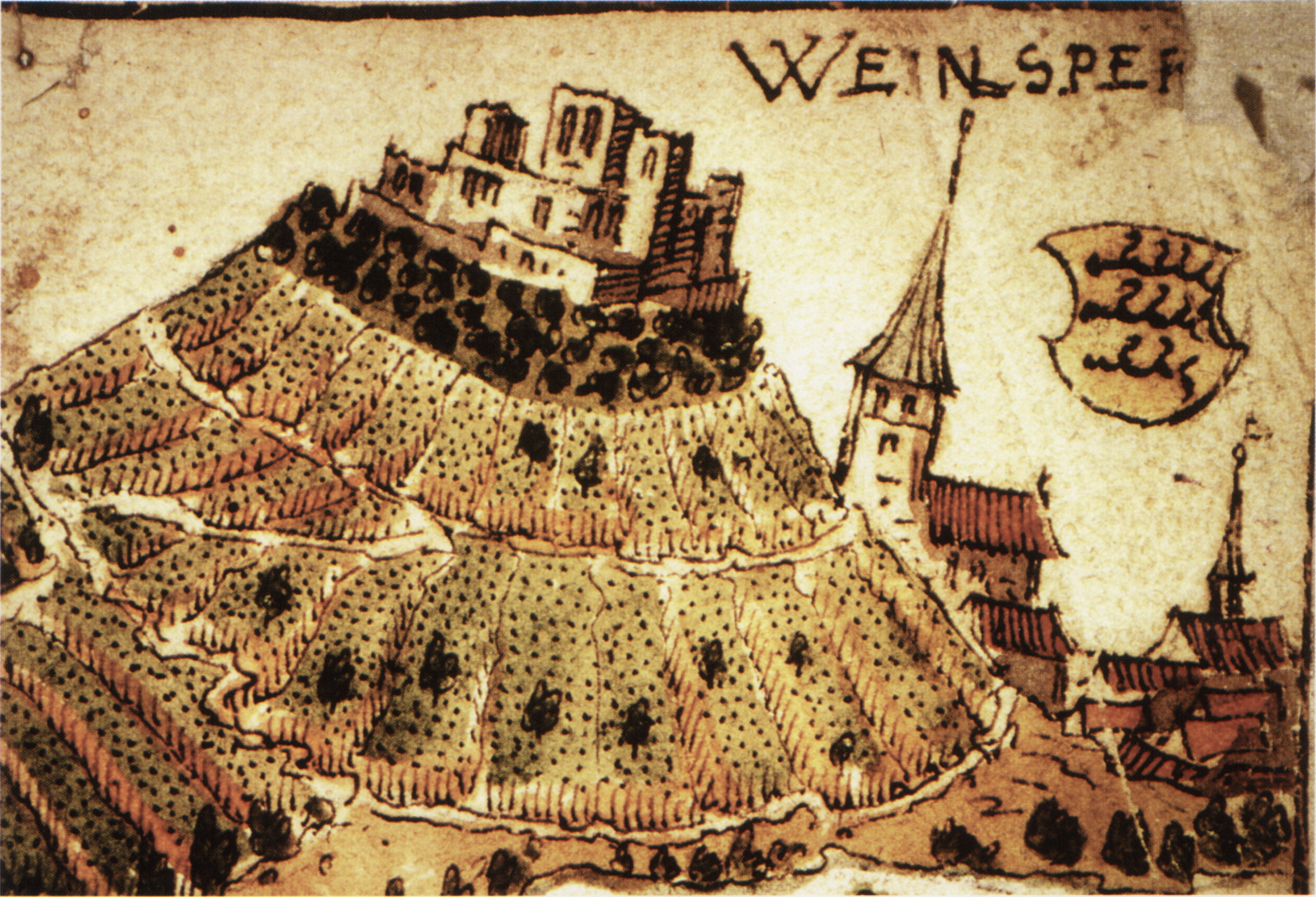
Schauplatz der Bluttat am Ostermontag 1525: Burg und Stadt Weinsberg (zeitgen. Ansicht von 1578)

Am Karfreitag, dem 14. April 1525, zogen die vereinigten Odenwälder und Hohenloher Bauern, die sich Anfang April 1525 bei der Plünderung des Klosters Schöntal gesammelt hatten, von ihrem Lager in Neuenstein nach Neckarsulm. Auf dem Weg schlossen sich die Neckartäler Bauern unter Jäcklein Rohrbach und der Schwarzen Hofmännin an, so dass am 15. April rund 6000 Bauern auf den Wiesen vor Neckarsulm lagen und während eines Ruhetages ihr weiteres Vorgehen planten.
Als nächstes Ziel der Bauern boten sich Burg Weinsberg und Stadt Weinsberg an. Die Bauern hatten Kunde erhalten, dass die Burg nur von wenigen Soldaten besetzt war, außerdem war die 1504 von Herzog Ulrich von Württemberg zerschossene Nordseite der Burg nur notdürftig mit Weidengeflecht repariert worden. In der Stadt Weinsberg war während der Karwoche der Graf von Helfenstein, österreichischer Amtmann Weinsbergs, Schwiegersohn des verstorbenen Kaisers Maximilian I. sowie Obervogt über alle württembergischen Bauern und daher bei diesen verhasst, mit 60 Landsknechten und Reisigen (berittene Begleiter) eingetroffen. Der Graf hatte dem Feldhauptmann der Bauern schriftlich mitteilen lassen, die Bauern des Weinsberger Tales mögen heimkehren, anderenfalls werde er sie verbrennen lassen. Da diese Drohung des Grafen durchaus Wirkung zeigte und sich manche der hiesigen Bauern eingeschüchtert zeigten, galt es für die Anführer der Bauern, rasch zu handeln und mit zahlenmäßig vielfacher Überlegenheit gegen den Grafen in Weinsberg vorzugehen, bevor dieser eventuelle Unterstützung aus Stuttgart erhielt.
Am Ostersonntag, dem 16. April 1525, begann gegen 8 Uhr der Sturm der Bauern auf Burg und Stadt Weinsberg, nachdem sie vorher vergeblich zur Übergabe aufgefordert hatten und auf ihre Parlamentäre geschossen worden war. Die Burg wurde von Nordwesten vom Schemelsberg kommend berannt. Die geringe Burgbesatzung konnte nur wenig gegen die anstürmenden Bauern ausrichten, die im Feuerschutz ihrer vielfachen Übermacht das Weidengeflecht im Norden überwanden und das Burgtor mit Äxten einschlugen. Bereits gegen 9 Uhr war die Burg eingenommen, wo es zu ersten Gewalttätigkeiten kam; so wurde der Burgkaplan Jörg Wolf von einem Bauern erstochen. Von den überlebenden Verteidigern sollen alle verwundet gewesen sein, als sie später zur Stadt hinabgeführt wurden. Nachdem die Bauern die auf der Burg weilende Gräfin und ihren dreijährigen Sohn gefangen genommen und alle Kostbarkeiten und Vorräte geplündert hatten, zündeten sie die Burg an. Gegen 10 Uhr soll sie bereits voll in Flammen gestanden haben.
Die etwa 1500 Einwohner zählende und von einer massiven Mauer mit zwei Toren umgebene Stadt Weinsberg wurde von zwei Seiten her berannt, wobei zuerst das Untere und dann das Obere Tor angegriffen wurde. Als sich nach 9 Uhr die Kunde von der Einnahme der Burg in der Stadt verbreitete, kam es zu tumultartigen Szenen. Die Bauern ließen inzwischen verkünden, dass sie die Bürger am Leben lassen wollten, wenn ihnen die Tore geöffnet werden würden, die Reisigen sowie die Adligen jedoch sollten sterben. Einige Weinsberger Frauen drängten ihre Männer, die Reisigen selbst zu töten, um den Zorn der Bauern abzuwenden. Der Graf von Helfenstein und der Anführer der Adligen, Dietrich von Weiler, prüften die Möglichkeit eines Ausbruchs aus der belagerten Stadt, sahen jedoch keine Möglichkeit. Der starke Beschuss der Stadtmauer machte eine Verteidigung von dort aus auch bald unmöglich. Das Obere Tor wurde schließlich gegen 9:30 Uhr von den Bauern eingenommen, die daraufhin die Stadt stürmten.

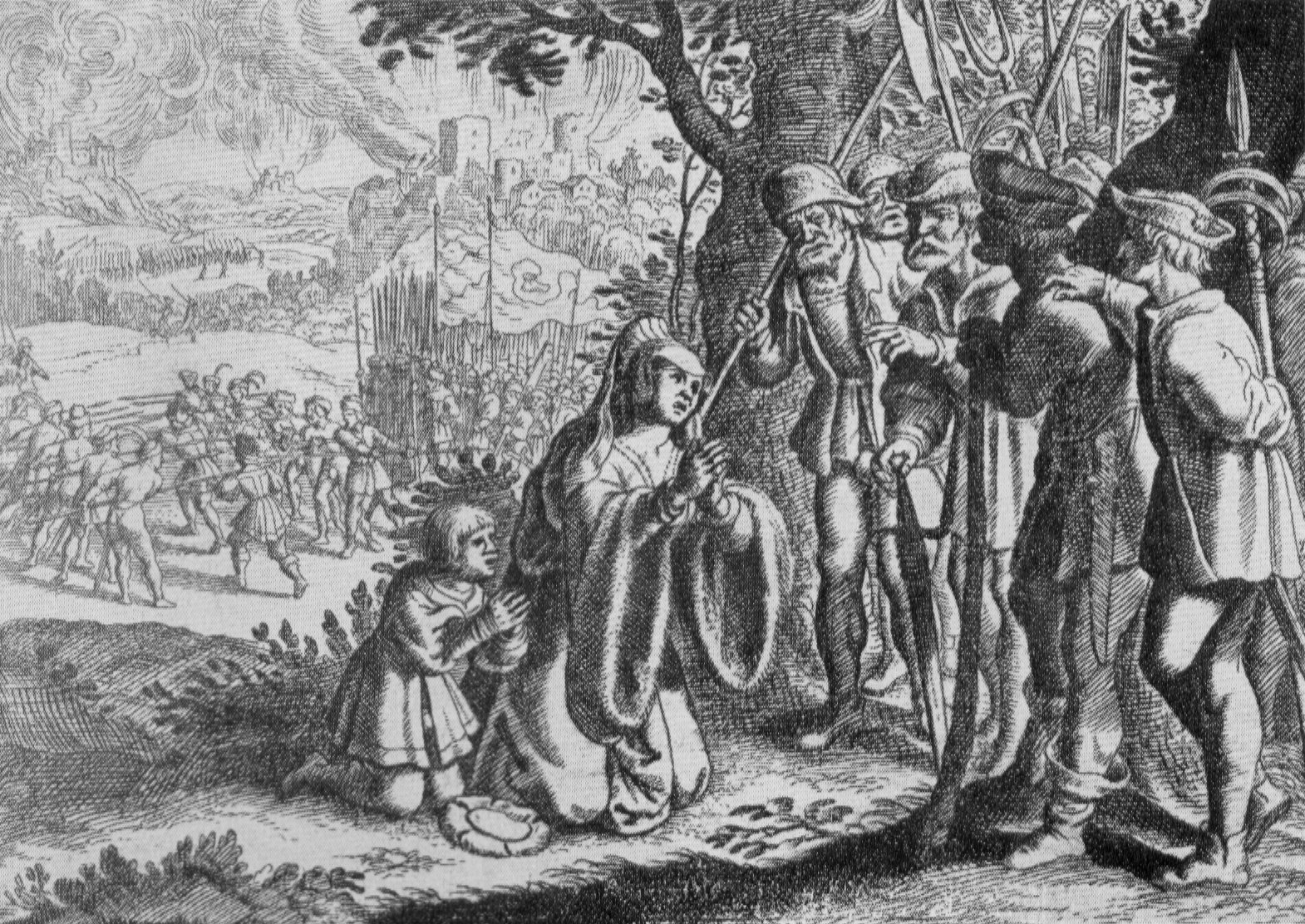
Gräfin Helfenstein bittet Jäcklein Rohrbach um Gnade für ihren Mann. Im Hintergrund hat das Spießrutenlaufen bereits begonnen. Kupferstich von Matthäus Merian d. Ä.

Während sich die Bürger in ihre Häuser zurückzogen, flüchteten Ritter und Reisige in den Wolfsturm und in die Johanneskirche. Als auch die Kirche berannt wurde, floh eine Gruppe um Graf von Helfenstein und Dietrich von Weiler über die Wendeltreppe auf den Kirchturm, wo Dietrich von Weiler von einer Kugel tödlich in den Hals getroffen wurde. Die Lage auf den Türmen war aussichtslos, so dass sich die Überlebenden ergaben. Die Bauern gaben den Bürgern die Anweisung, in ihren Häusern zu bleiben. Dietrich von Weilers Leichnam wurde vom Kirchturm herabgeworfen, die überlebenden Reisigen wurden hinter der Kirche hingerichtet, Kirche und Stadt wurden geplündert.
Helfenstein und rund ein Dutzend weitere Adlige wurden gefangen genommen und von den Bauern unter Führung Jäcklein Rohrbachs zum Tode verurteilt – gegen den Willen anderer, gemäßigterer Bauernführer wie Wendel Hipler. Das Urteil wurde Ostermontag früh vor dem Unteren Tor Weinsbergs vollstreckt, indem die Bauern die Adligen durch die Spieße laufen ließen. Diese Strafe war eine besondere Herabwürdigung der Verurteilten, wurde sie doch ansonsten nur gegen Landsknechte, nicht aber gegen Ritter verhängt. Der Pfeifer Melchior Nonnenmacher, vormals Musikant in Adelsdiensten, soll ihnen dabei einen „Letzten Tanz“ gespielt haben. Die Frau des Grafen, Margarethe von Helfenstein, eine uneheliche Tochter von Kaiser Maximilian I., und ihr Sohn wurden nicht getötet, sondern – angeblich auf einem Mistwagen – nach Heilbronn geschickt, nachdem die Gräfin manchen Quellen zufolge die Bauern noch erfolglos um das Leben ihres Mannes angefleht haben soll.

## Folgen der Tat
Die Hinrichtung Helfensteins und seiner Begleiter löste bei den Herrschenden in Deutschland, vor allem in Franken, einen großen Schock, ja regelrechte Panik aus, da sie ihre Stellung zu Recht bedroht sahen. Martin Luther, der anfangs gewisse Sympathien für die Bauern zeigte, nahm die Bluttat zum Anlass für seine Schrift Wider die mörderischen Rotten der Bauern, in der er den Adel zu unnachsichtiger Härte gegen die Aufständischen aufforderte. Mit großer Brutalität verfolgte der Adel in der Folge daher die Bauern, insbesondere Rohrbach, aber auch die Stadt Weinsberg, obwohl diese für die Taten der Bauern nicht verantwortlich war. Jäcklein Rohrbach wurde gefangen und am 20. oder 21. Mai bei Heilbronn lebendig verbrannt. Dasselbe Schicksal hatte acht Tage zuvor bereits den Pfeifer Nonnenmacher ereilt. Weinsberg wurde am 21. Mai von einem Heer des Schwäbischen Bundes vollkommen zerstört, musste zahlreiche Bußen verrichten und Strafen zahlen und ging seiner Stadtrechte verlustig, die es erst 1553 zurückerhielt.

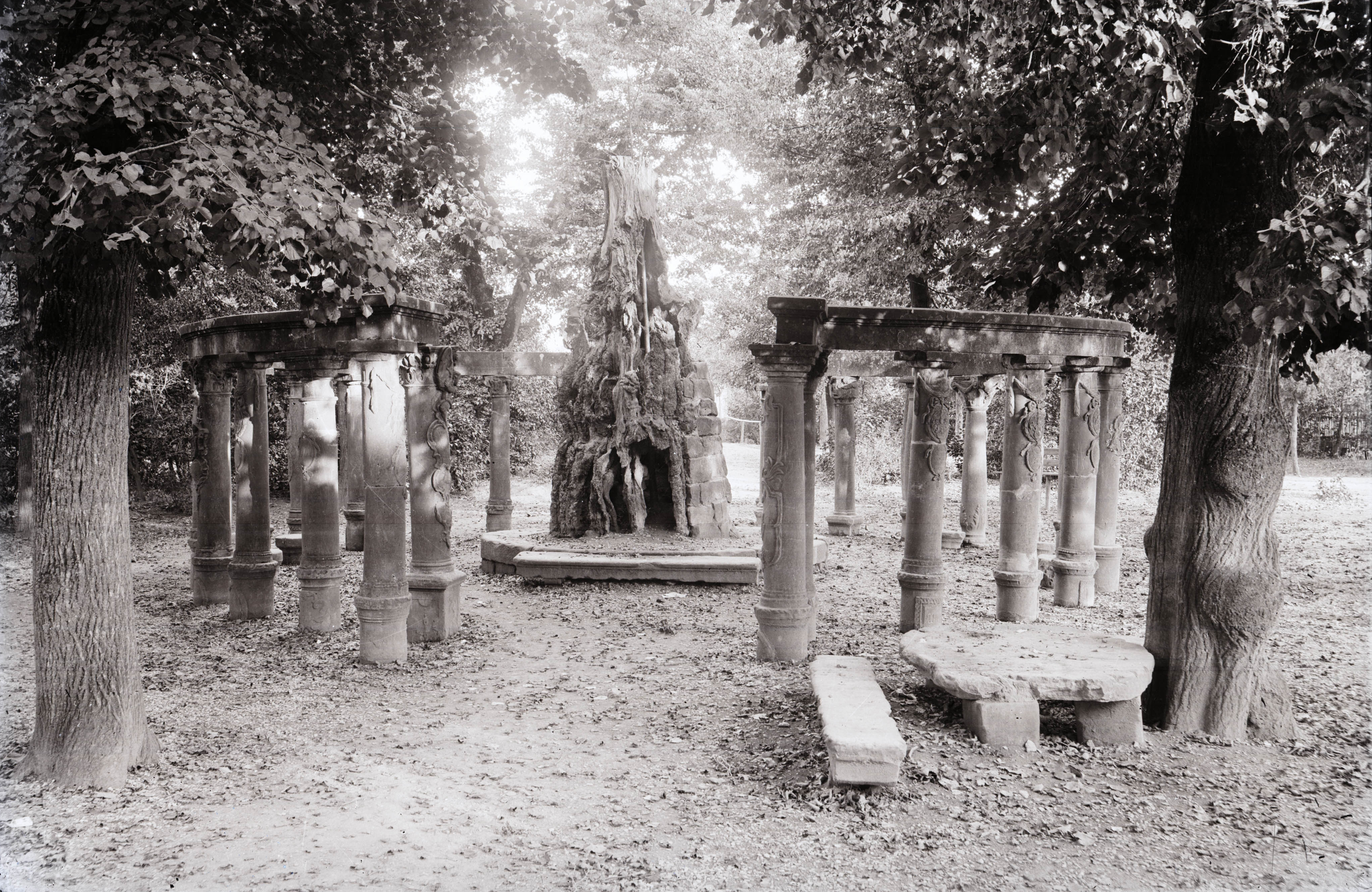
Der Stammtorso der abgestorbenen Linde im Säulenkreis

Den Weinsbergern wurde zur Auflage gemacht, Verhandlungen des ihnen noch zugestandenen bürgerlichen Gerichts nur unter freiem Himmel auf dem Platz der Bluttat abzuhalten. Auf diesem so entstandenen Gerichtsplatz wurde eine Gerichtslinde gepflanzt, deren Äste nach einiger Zeit ein Kranz geschmückter steinerner Säulen stützte. Nach 1900 war von der Linde nur noch ein Torso übrig, der in den 1920er-Jahren vollends abstarb. Die Säulen wurden zu ihrem Schutz im Zweiten Weltkrieg eingelagert, fielen aber dem Brand der Stadt nach ihrer Bombardierung und Beschießung am 12. April 1945 zum Opfer.
Zum 500. Jahrestag der Tat hat die Stadt Weinsberg den Platz neu gestaltet und einen Gedenkstein errichtet.

## Literarische Rezeption
Johann Wolfgang von Goethe ließ 1771 in Götz von Berlichingen zu Beginn des 5. Aktes Georg Metzler, einen der Bauernführer, von der Tat berichten. Justinus Kerner verfasste 1820 die historische Abhandlung Bestürmung der württembergischen Stadt Weinsberg durch den Hellen Christlichen Haufen im Jahr 1525 und deren Folgen für diese Stadt, sein Sohn Theobald Kerner thematisierte das Blut-Ostern in seinem Gedichtzyklus Bilder aus dem Bauernkrieg. Johannes Wüsten schrieb 1936 das Drama Weinsberg, in dem es um den Bauernkrieg geht. Yaak Karsunke stellte das Geschehen 1975 in den Mittelpunkt seiner Bauernoper. Ulrike Schweikert thematisierte die Weinsberger Bluttat 2004 in ihrem Historienroman Das Kreidekreuz, in dem der Bauernkrieg Rahmenhandlung ist. In seinem 2009 erschienenen historischen Roman Die Rache des Kaisers lässt Gisbert Haefs seine Hauptfigur auf Seiten der Bauern an den Kämpfen teilnehmen.

## Musikalische Rezeption
In der Oper Mathis der Maler (1938) von Paul Hindemith bildet im vierten Bild unter anderem die Weinsberger Bluttat (neben der Schlacht auf dem Turmberg bei Königshofen im Juni 1525) den Hintergrund für die Rahmenhandlung.

## Weiterführende Literatur
- Wilhelm Zimmermann: Der große deutsche Bauernkrieg. Volksausgabe, 1. Auflage. Brücken-Verlag, Düsseldorf 1990, ISBN 3-87106-365-7. Darin: 3. Buch Kap. 19 (nicht eingesehen)
- Joachim Hamm: Geschichte und Geschichtsdeutung. Zur sog. Bluttat von Weinsberg (16. April 1525) in der zeitgenössischen Literatur des 16. Jahrhunderts. In: Dorothea Klein (Hrsg.): Vom Mittelalter zur Neuzeit. Festschrift für Horst Brunner. Reichert, Wiesbaden 2000, ISBN 3-89500-192-9, S. 513–540.

Koordinaten: 49° 9′ 1,9″ N, 9° 17′ 0,2″ O